# Michael Traugott Fronius
Michael Traugott Fronius (Brassó, 1761. március 23. – Bécs, 1812. március 16.) királyi tanácsos és udvari titkár.

## Élete
Daniel Fronius és Anna Colb Anna fia. Hétéves korában elvesztette apját. Mint gimnáziumi tanuló elsajátította a francia és olasz nyelvet úgy, hogy tanulótársait is oktathatta. A Paul Roth tanár által írt Erdély történetét lefordította franciára és olaszra és a harmadik évben latinra is. 1781 májusában a göttingeni egyetemre ment, ahol három évig tanult. 1784 novemberében visszatért hazájába és a városi kapitányságnál gyakornokoskodott. 1785. június 11-én számfeletti városi titkár lett, amely hivatalától december 22-én megvált. 1786. március 7-én a kassai kerületi iskolai főigazgatóságánál alkalmazták; április 24-én erről az állásáról is lemondott és a nagyszebeni erdélyi guberniumnál vállalt hivatalt.
1787. január 1-jén Rosenfeld András Ugocsa megye királyi biztosa meghívta magához irodatisztnek és iktatónak, ahol 1788. november 1-jétől titkár lett. Miután hivatala megszűnt, II. Lipót 1791. március 5-én az erdélyi udvari kancelláriához valóságos udvari fogalmazónak nevezte ki; e hivatala mellett udvari titkári teendőket is végzett és több kiküldetésben vett részt. 1804. június 21-én valóságos udvari titkár lett 1200 forint évi fizetéssel. Év végén a szász nemzet ügyeinek rendezését Gyürky udvari tanácsosra bízták és Froniust rendelték mellé bizottsági titkárként. Báró Michael Bruckenthal szász comessel beutazták az erdélyi szász kerületeket. 1805-ben visszatért hivatalába, 1806. november 30-án királyi tanácsos lett; 1810-ben pedig az erdélyi országgyűlésre regalistának nevezték ki.
Cikkei: a Ferro (Paskal József), Nähere Untersuchung der Pestantsteckung… Wien, 1787. cz. munkában (Schreiben an Herrn dr. Lange, den Werth der Contumaz oder Quarantaine betreffend, aus cameralistischen Gründen), az Ungar. Magazinban (II. Untersuchungen über einige barbarische Völker, die das römische Reich beunruhigt und sich in Deutschland unter den Galliern und andern nördlichen Provinzen des röm. Reichs niedergelassen haben. Von Herrn Deguignes. I. Abtheilung. Die Hunnen; Alanen, Iguren und Sabiren), a Siebeng. Quartalschriftben (I. 1788. Forgach, Rerum Hung. Commentarii ism., IV. Beschreibung eines im J. 1781. an der Gränze Siebenbürgens, unweit Kronstadt gefundenen wilden Menschen; ugyanez magyarul az Orpheus I. kötetében 1790.), a Historisch-politisches Journal der k. k. Erblande cz. folyóiratban, melyből 6 füzet jelent meg és kiadásában is része volt Froniusnak (1791. I. Brief aus Siebenbürgen).

## Művei
- Thränen, welche auf das Grab der unvergleichlichen Frl. Johanna Friderika Josepha, des Wohlgeb. Herrn Christoph Val. v. Fronius, k. k. Hauptmanns innigstgeliebten Tochter, als dieselbe zu Kronstadt den 21. Jänner 1781. in der schönsten Blüthe von 10 Jahren, 3 Monaten an den Kinderblattern starb, geweint wurden, von einem gerührten Freunde und Vetter… Kronstadt, 1781.
- Versuch den am 29. November des 1780-ten Jahres erfolgten und für jeden Unterthanen höchst schmerzlichen Hintritt Ihrer römisch kaisl. kön. und apostolischen Majestät Marien Theresiens. unserer allergnädigsten Grossfürstin zu besingen. Kronstadt 1781.
- Anonimische Schrift, die im Grossfürstenthum Siebenbürgen in Vorschein gekommen ist, und die Trennung der siebenbürgischen Hof-Kanzlei von der ungarischen zum Gegenstande hat. 1791. (Latin címmel is; német és latin szöveggel F. volt a munka kiadója s a német szövegnek latin fordítója.)
- (Kéziratban) Betrachtungen über die dermalige Regulation der sächsischen Nation in Siebenbürgen.